# Realm of Kings
Realm of Kings — серия комиксов-кроссоверов, издаваемая Marvel Comics в 2009—2010 годах. За сценарий отвечали Дэн Абнетт и Энди Лэннинг. Является продолжением сюжетной линии 2009 года War of Kings и представляет сеттинг, известный как Cancerverse.

## Сюжет
Гигантский пространственно-временной Разлом становится непосредственной проблемой для Стражей Галактики и для Корпуса Нова. Они послали Венделла Вона, первого Квазара, в Разлом, чтобы изучить его. Разведчик вскоре обнаруживает, что Разлом на самом деле является туннелем, ведущим в другую реальность, где правят злые органические массы, поглотившие вселенную как рак.

## Выпуски
- Realm of Kings (ваншот)[1][2]
- Realm of Kings: Imperial Guard #1-5[3][4]
- Realm of Kings: Inhumans #1-5[5][6]
- Guardians of the Galaxy (vol. 2) #20-24
- Nova (vol. 4) #31-35
- Realm of Kings: Son of Hulk #1-4[7]